# Kopito (Bośnia i Hercegowina)
Kopito (cyr. Копито) – wieś w Bośni i Hercegowinie, w Republice Serbskiej, w gminie Višegrad. W 2013 roku liczyła 2 mieszkańców.